# 레이던
레이던(네덜란드어: Leiden)은 네덜란드 자위트홀란트주의 도시로 인구 118,000명이다. 1575년부터 레이던 대학교를 중심으로 성장한 대학도시이다.

## 역사
레이든은 역사적으로 로마의 초소였던 루그두눔 바타보룸과 연계되어 있었다. 그러나 이 특별한 성채는 카트비크에 더 가까웠으며, 반면 오늘날 레이던 근교에 있는 로마 시대의 정착지의 이름은 마틸로(Matilo)로 불렸다.

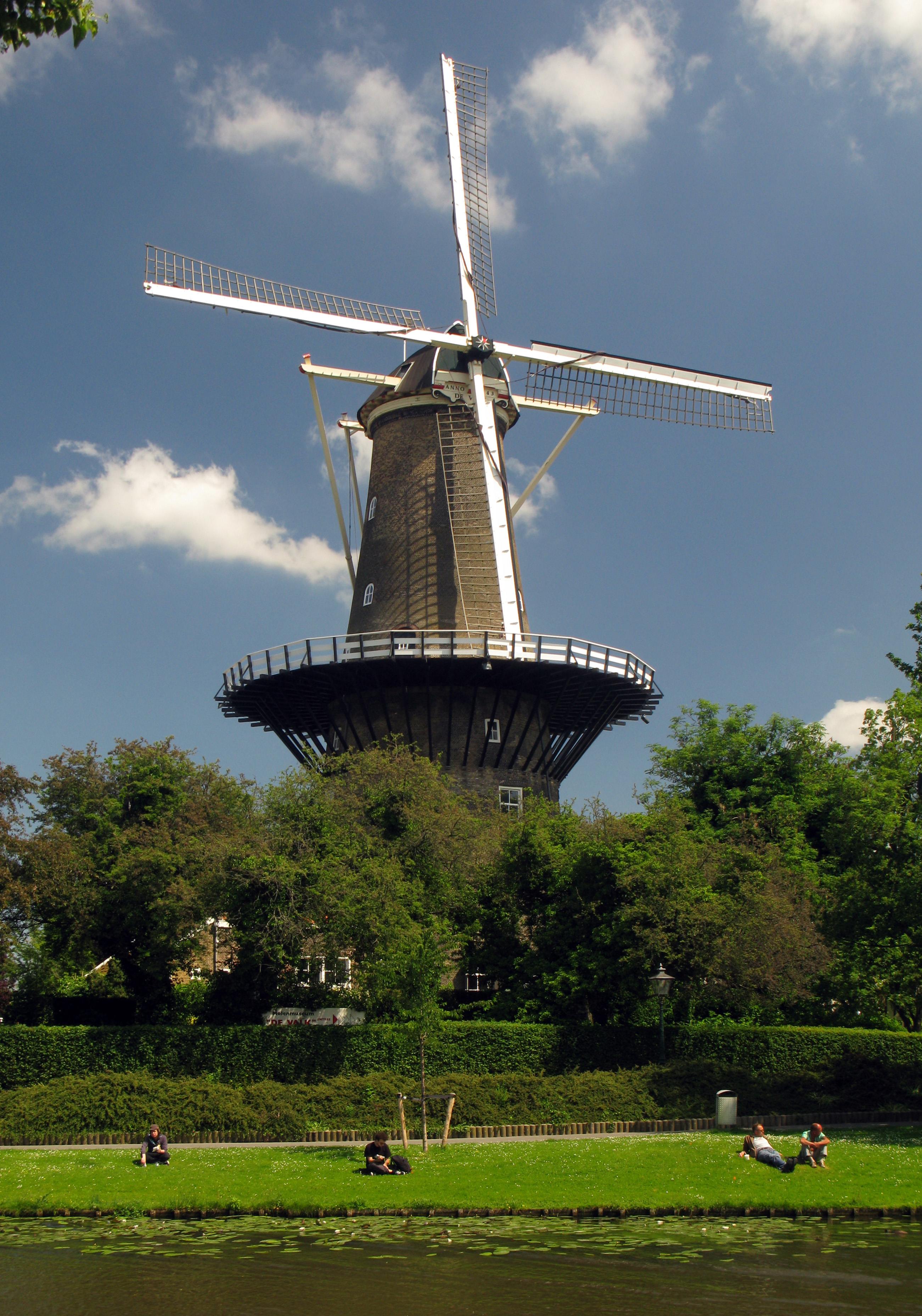
풍차 박물관

옛날의 그리고 새 라인강의 합류점에 해당하는 지역에 인공 언덕이 만들어지고 그곳에 레이던이 만들어졌다. 이 위치에 대한 기록은 860년 무렵, 정착지의 이름은 레이튼 (난초 : Leithon)이라고 되어 있다. 언덕을 본거지로 하는 레이던의 영주는 처음에는 위트레흐트 주교에 종속되어 있었지만, 1100년 무렵 세습 성주가 홀란트 백작령에 종속되게 되었다. 이 백작령은 근처에 있는 요새 홀트란트(Holtland) 또는 홀란트 (Holland) 령에서 따온 것으로 1101년에 명명된 것이다. 레이던은 1047년에 신성로마제국 황제 하인리히 3세에 의해 약탈을 당했다. 13세기 초 홀란 여성 백작 아다가 삼촌 빌렘 1세와 내전을 벌인 끝에 이곳 레이던으로 도피하였다. 빌렘은 요새를 포위하고 아다를 사로잡았다. 레이던은 1266년에 도시 권을 부여받았다. 1389년 인구는 4000명으로 늘어났다.

### 1420년 공성전
낚시와 대구 전쟁 (Hoekse en Kabeljauwse twisten) 중에 1420년 바이에른 슈트라우 빈크공작 요한 3세는 레이던을 정복하기 위해 자신의 군대와 함께 고다에서 레이던 방면으로 진군했다. 레이던은 새로운 홀란드 백작이자, 하이나우트 여자 백작 자클린(요한 3세의 조카로, 홀란트 백작 빌렘 4세의 외동딸),이 백작 위를 상속한 이래 세금을 내지 않았기 때문이다. 요한 군은 만반의 장비를 갖추고, 몇 문의 대포도 가지고 있었다.
레이던 성주 필립스 판 바서나르와 여러 지역 귀족은 요한 3세가 처음에는 레이던을 포위했다가, 도시를 포위하고 주변 요새를 제압하기 위해 작은 부대를 보내올 것이라고 추측했다. 그러나 요한 3세는 요새를 우선적으로 기습하는 것을 선택했다.
그는 대포를 그의 군대로 운반했는데, 하나는 너무 무거워서 배에 실었다. 성벽과 성문에 철탄으로 대포가 퍼부어 하나씩 요새를 함락시켰다. 한 주일 동안 요한 3세는 폴루헤스트, 텔 도스, 호이쿠마데, 드 지르, 텔 바르트, 발몽트, 데 팥덴폴 성을 각각 정복했다.
6월 24일 레이던의 성벽 앞에 요한 3세 군이 모습을 드러냈다. 두 달 간의 포위를 한 후에 1420년 8월 17일 시는 요한 3세 군에게 항복했다. 필립스 판 바서나르는 백작 작위와 재산을 박탈당하고, 만년을 포로로 보내게 되었다.

### 16세기와 18세기

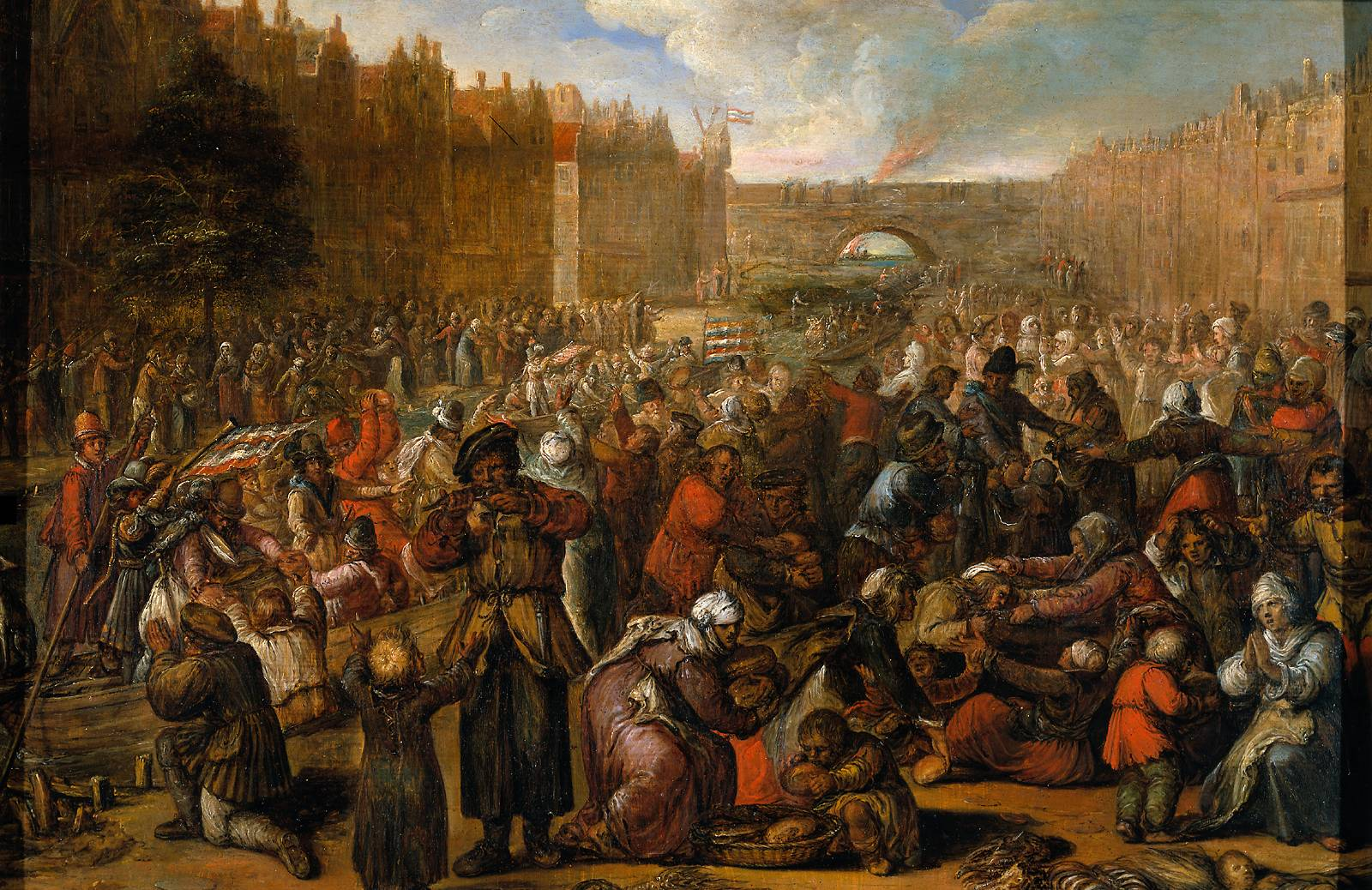
오토 판 벤: 레이던 구제 (1574), 침수된 초원은 네덜란드 함대가 스페인 보병의 주둔지 접근을 가능하게 했다.

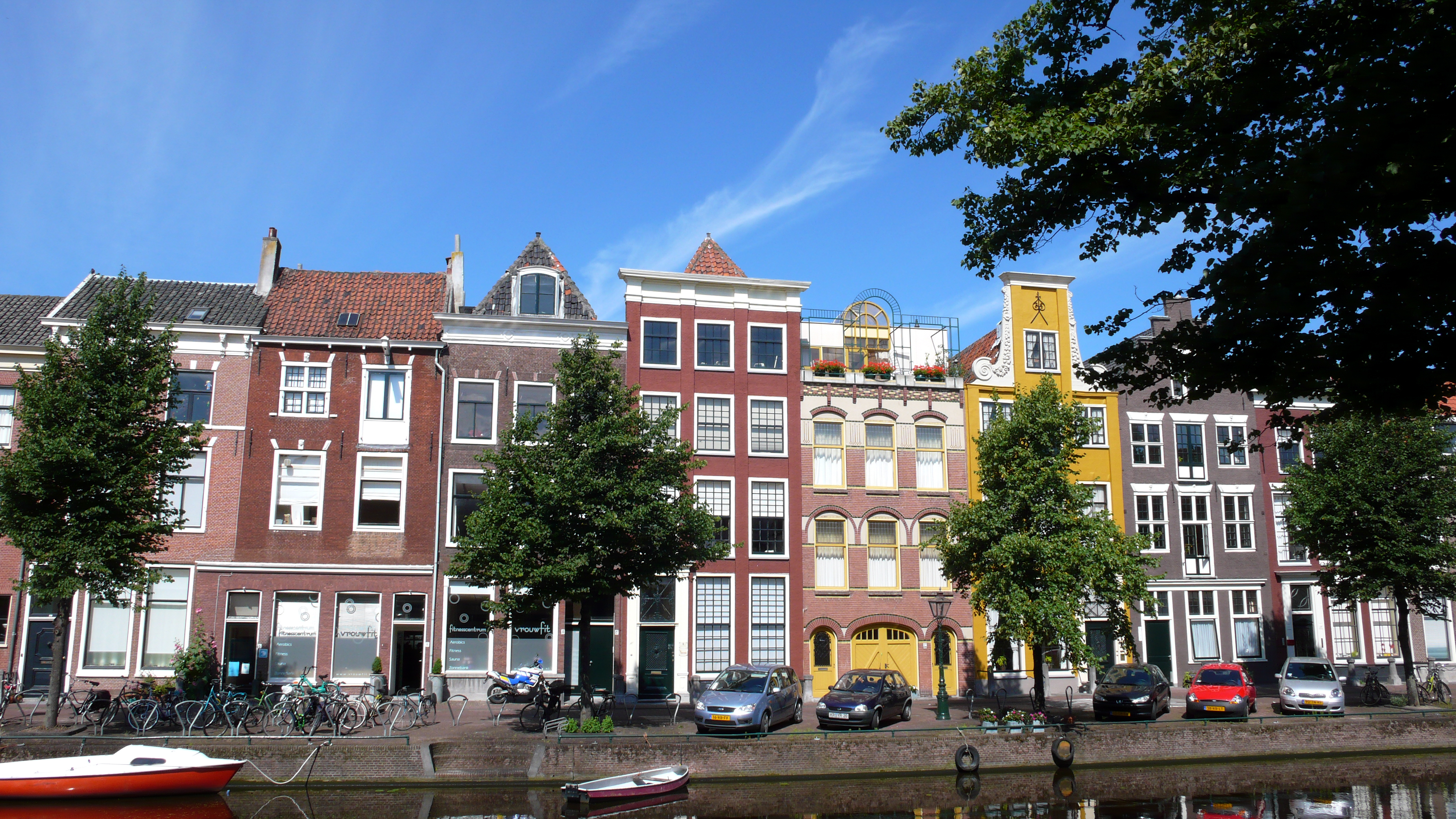
헤렌흐라스트 따라 늘어선 17세기 주택들

레이던은 16세기부터 17세기에 걸쳐 번영을 이루었다. 15세기 말에 레이던의 섬유 산업 (주로 브로드클로스) 확립이 매우 중시되었으며, 스페인 군의 추방 후 레이던 직물, 레이던의 양탄자, 레이던의 낙타 방직은 익숙한 용어가 되었다. 같은 시기에, 레이던은 중요한 인쇄 출판 산업을 발전시켰다. 영향력 있는 화가 크리스토프 프랭탕은 한때 레이덴에 살았다. 그의 제자 중 하나 로더베이크 엘제비르(1547년 - 1617년)는 레이던에서 가장 큰 서점을 열어 인쇄업을 영위했고, 현재도 그의 후손이 경영을 계속하고 있다.
1572년, 레이던은 스페인 지배에 맞서서 네덜란드 반란군 편을 들었고, 팔십년 전쟁에서 중요한 역할을 했다. 스페인 군에 1574년 5월부터 10월까지 레이던 공방전에서 레이던은 제방을 인위적으로 붕괴시켜 홍수가 난 도시의 주민들에게 식량을 배로 공급하였다. 전년의 영웅적인 방어의 보답으로 레이던 대학교가 1575년 오라녜 공작 빌럼 1세에 의해 건립되었다. 레이던 공성전 마지막 날이었던 10월 3일은 오늘 날에도 매년 레이던에서 경축 행사가 개최되고 있다. 전설에 의하면 레이던 시민은 대학과 세금 면제를 제시받았고, 그 중에 시민들은 대학 설립을 선택했다고 전해진다. 이 공성전은 또한 유럽에서 지폐를 처음 발행한 것으로도 유명하며, 은이 고갈되자 성서에 동전으로 스탬프를 찍어 화폐를 대신했다.
레이던은 필그림 파더스(북미 뉴암스테르담에 처음으로 이주한 사람들도 마찬가지로)가 신세계에 있는 매사추세츠와 뉴암스테르담으로 출발하기 전에 17세기 한 때 이 땅에서 (출판업을 영위하며) 살았던 곳으로도 유명하다.
17세기 플랑드르에서 난민에 의해 직물 산업이 촉진되어 레이던은 번창했다. 1574년 공성전 사이에 15,000명의 인구의 3분의 1 가량이 손실되었다. 그랬던 것이 1622년에는 순식간에 45,000명으로 회복하였고, 1670년경에는 70,000명에 육박하게 되었다. 네덜란드 황금시대 레이던은 암스테르담 다음으로 네덜란드에서 큰 도시가 되었다.
17세기 후반부터 레이던은 지속적으로 쇠약해지기 시작했다. 직물 산업 쇠퇴가 원인이었다. 19세기 제조업이 레이던 경제의 중심으로 남아 있어도 양탄자 산업은 완전히 끊기게 되었다. 이 쇠퇴는 인구 감소로 연결되었다. 레이던의 인구는 1796년에서 1811년 사이에 30,000명 정도 감소하고, 1904년에는 56,044명으로 줄어 있었다.

### 19세기와 20세기
1807년 1월 12일 대재앙이 레이던 기습했다. 보트가 전복되고, 17,400kg의 화약이 도시에서 폭발한 것이다. 151명의 사망자와 2000명 이상의 부상자가 발생하고 주택 220채가 무너졌다. 당시 네덜란드 (홀란트) 왕 루이 보나파르트는 사적으로 레이던을 방문하여 피해자에 대한 지원을 실시했다.
1842년 레이던 - 하를렘 사이의 철도가 개통되었고, 1년 후에는 헤이그에 철도가 완성되었다. 결과적으로 사회, 경제적 상황이 일부 개선되었다. 그러나 시민의 수는 1900년에도 50,000명을 넘지 못했다. 1896년까지 17세기의 해자를 넘어 레이던은 시역을 확장하기 시작되지 않았던 것이다. 1920년 이후 시내에 새로운 제조업 즉, 통조림 제조와 금속 제조업 등이 시작되었다.
제2차 세계 대전 동안 레이던은 연합군의 폭격으로 심하게 손상되었다. 기차역 지역과 마러베이크 지구는 완전히 파괴되었다.

## 인구
| 연도                                     | 인구   | ±% p.a. |
| ---------------------------------------- | ------ | ------- |
| 1398                                     | 5,000  | —       |
| 1497                                     | 11,000 | +0.80%  |
| 1514                                     | 14,250 | +1.53%  |
| 1574                                     | 12,456 | −0.22%  |
| 1581                                     | 12,144 | −0.36%  |
| 1622                                     | 44,745 | +3.23%  |
| 1632                                     | 44,000 | −0.17%  |
| 1665                                     | 67,000 | +1.28%  |
| 1732                                     | 70,000 | +0.07%  |
| 1750                                     | 38,105 | −3.32%  |
| 1795                                     | 30,955 | −0.46%  |
| 출처: Lourens & Lucassen 1997, 112–114쪽 |        |         |

## 자매 도시
- 영국 옥스퍼드 (1946년)
- 독일 크레펠트 (1974년)
- 폴란드 토룬 (1988년)
- 니카라과 후이갈파 (1988년)
- 남아프리카 공화국 버팔로시티 (1996년)